# Hemigrammus hyanuary
Hemigrammus hyanuary е вид лъчеперка от семейство Харациди (Characidae).

## Разпространение
Видът е разпространен в Бразилия и Перу.